# Goldenes Kalb (Filmpreis)/Bester Kurzfilm
Das Goldene Kalb für den besten Kurzfilm (Gouden Kalf voor de beste korte film) honoriert beim jährlich veranstalteten Niederländischen Filmfestival den besten Kurzfilm. Die Auszeichnung wurde erstmals bei der Premiere des Filmfestivals im Jahr 1981 verliehen. Über die Vergabe des Preises stimmt eine Wettbewerbsjury ab.

## Preisträger
| Jahr | Preisträger                                         | Deutscher Verleihtitel | Regie                                   |
| ---- | --------------------------------------------------- | ---------------------- | --------------------------------------- |
| 1981 | Spurs of Tango                                      |                        | Henri Plaat                             |
| 1982 | Nog eens                                            |                        | Hans Nassenstein                        |
| 1983 | Volgend jaar in Holysloot                           |                        | Emile van Moerkerken                    |
| 1984 | A Good Turn Daily                                   |                        | Gerrit van Dijk                         |
| 1985 | Turkse video                                        |                        | Otokar Votocek                          |
| 1986 | Requiem                                             |                        | Sjef Lagro                              |
| 1987 | Sostenu'to                                          |                        | Armand Perrenet                         |
| 1988 | Vuurdoop                                            |                        | Sander Francken                         |
| 1989 | Alaska                                              |                        | Mike van Diem                           |
| 1990 | Schrödingers kat                                    |                        | Paolo Pistolesi                         |
| 1991 | De tranen van Maria Machita                         |                        | Paul Ruven                              |
| 1992 | Memorias sin Batallas y otros Muertos               |                        | Nathalie Alonso Casale                  |
| 1993 | Marionettenwereld                                   |                        | Elbert van Strien                       |
| 1994 | Zap                                                 |                        | Paul Ruven                              |
| 1995 | Bitings and other Effects...                        |                        | Clara van Gool                          |
| 1996 | De wachtkamer                                       | Der Wartesaal          | Jos Stelling                            |
| 1997 | Sientje                                             |                        | Christa Moesker                         |
| 1998 | Nussin                                              |                        | Clara van Gool                          |
| 1999 | Metro                                               |                        | Eric Steegstra                          |
| 2000 | Een intens realistisch doch romantisch liefdesdrama |                        | Jesse de Jong                           |
| 2001 | De laatste dag van Alfred Maassen                   |                        | David Lammers                           |
| 2002 | Talmen                                              | Tarry                  | Stijn van Santen                        |
| 2003 | De grotten van Han van Vloten                       |                        | Ellen Blom                              |
| 2004 | Dokter Vogel                                        |                        | Lodewijk Crijns                         |
| 2005 | Dialoogoefening                                     |                        | Esther Rots                             |
| 2006 | Meander                                             |                        | Joke Liberge                            |
| 2007 | Missiepoo16                                         |                        | Anna van der Heide                      |
| 2008 | Rif                                                 |                        | Eric Steegstra                          |
| 2009 | Sunset from a Rooftop                               |                        | Marinus Groothof                        |
| 2010 | De maan is kapot                                    |                        | Arno Dierickx                           |
| 2011 | Olifantenvoeten                                     |                        | Dan Geesin                              |
| 2012 | Sevilla                                             |                        | Bram Schouw                             |
| 2013 | Nummer veertien, home                               |                        | Guido van der Werve                     |
| 2014 | Kort! - Das Wad                                     |                        | Rob Lücker                              |
| 2015 | Under the Apple Tree                                |                        | Erik van Schaaik                        |
| 2016 | Gratis                                              |                        | Merijn Scholte Albers und Tobias Smeets |
| 2017 | Polska Warrior                                      |                        | Camiel Schouwenaar                      |
| 2018 | L’été et tout le reste                              |                        | Sven Bresser                            |
| 2019 | Kort - En Route                                     |                        | Marit Weertheijm                        |